# Scelolophia
Scelolophia is een geslacht van vlinders van de familie spanners (Geometridae), uit de onderfamilie Sterrhinae.

## Soorten
- S. amechana Dyar, 1913
- S. catagompha Dyar, 1913
- S. concololaria Dognin, 1890
- S. crossii Hulst, 1900
- S. damaria Schaus, 1901
- S. delectabiliaria Möschler, 1890
- S. desmogramma Dyar, 1913
- S. gerocoma Dyar, 1913
- S. hegeter Dyar, 1913
- S. hepaticaria Guenée, 1858
- S. laevitaria Hübner-Gey., 1837
- S. littoralis Prout, 1920
- S. nycteis Druce, 1892
- S. olivaceata Warren, 1901
- S. pannaria Guenée, 1858
- S. pappasaria Dyar, 1913
- S. penthemaria Dyar, 1913
- S. penumbrata Warren, 1900
- S. phorcaria Guenée, 1858
- S. phyrctaria Dyar, 1913
- S. ptyctographa Dyar, 1913
- S. purpurascens Hulst, 1900

- S. purpurata Warren, 1906
- S. randaria Schaus, 1940
- S. rectimargo Dyar, 1913
- S. rivularia Dyar, 1913
- S. roseoliva Warren, 1900
- S. subrosea Warren, 1905
- S. subroseata Guenée, 1858
- S. subrubella Warren, 1906
- S. terminata Guenée, 1858
- S. turbata Walker, 1863
- S. uniformata Warren, 1900